# 外国人枠 (サッカー)
サッカーにおける外国人枠は、プロサッカーリーグが行われているその国以外の国籍を持つ選手の、所属人数もしくは大会に出場できる人数を制限するもの。
EU加盟国の国籍を持つ選手は、1995年のボスマン判決以降、EU域内のクラブチームでは外国人扱いされないことになっている。しかし欧州とそれ以外の地域間における戦力差が広がっている現状を懸念し、FIFAがいわゆる6+5ルール（後述）を提案するなど、欧州を中心に外国人枠の議論が続いている。

## 外国人枠をめぐる議論

### 欧州
1995年のボスマン判決により、「EU加盟国籍所有者の就労はEU圏内で制限されない」としたEUの労働規約がプロサッカー選手に適用されることになった結果、EU加盟国のリーグにおいてはEU圏内の外国人に対して外国人枠を適用していない。その結果、欧州では数多くのクラブが外国人を多用しており、インテルやアーセナルではスタメン全てが外国人選手であるという事態が度々発生している。このように、近年EU域内のクラブチームの中には自国の国籍を持つ選手がほとんど所属していないチームも少なくないという事実をFIFAは快く思っておらず、現在理事会で外国人のスタメン出場を半数を超えない5人に制限する「6+5ルール」の導入を検討している。しかし、前述の2クラブをはじめとする一部の欧州クラブは、この規制は外国人選手のキャリアアップを妨げ、EUの就労の自由に反するなどと反発を強めている。もしこの案が成立すれば、現在数多くの外国人選手を抱えるビッグクラブにとっては大打撃を受けると懸念されている。
なお、クラブばかりでなく、EUの行政執行機関であるところの欧州委員会も、「6+5ルール」は、「人の自由移動」の原則に反し、EU法違反の制度であるとの見解を示しており、EU圏内においてこの制度が採用されるのは前途多難であるとの見方が強い。一方でFIFAの懸念は、外国人によって各国のリーグで国内の選手が出場機会を奪われ、国内の選手が育たないことである。このことを踏まえ、各国のリーグは、EU圏内の選手契約に制約を加えない代わりに、自国選手の契約枠・出場枠の下限値を設定したり、（主に下部リーグにおいて）EU圏外の選手獲得に厳しい制約を加えるなどの措置を行っている。

### アジア
AFCプロリーグ特別委員会は2008年、ACLにおいて外国人選手について3+1ルール（「アジア人枠とも呼ばれる」）を適用することを定めた。これはAFC非加盟・管轄外の外国籍選手3人に加えて、AFCに加盟する国・地域の外国籍選手1人を同時起用することが出来る、という制度である。AFCはこの制度をACLだけでなく各国リーグに導入することを奨励することで、アジア各国の選手交流促進、レベルの向上を図る、としている。

## 各国のプロサッカーリーグの外国人枠

### 日本
2019年3月現在のJリーグ（J1・J2・J3）の外国人枠ルール
登録枠
- 制限を設けない（無制限）

試合エントリー枠（出場枠）
- 一般外国籍選手枠（外国人枠）の登録、かつ同時出場は、J1が5名、J2・J3が4名
- Jリーグ提携国の国籍を有する選手は外国籍選手ではないものとみなす

またルヴァン杯・天皇杯でも同様のルールが適用される。
過去のルール
- 1993-2018年（J2は1999年、J3は2014年発足）
  - 一般外国籍選手枠：3名まで（2014・15年度のJ3は2名まで）
  - アマチュア契約選手若しくは20歳未満のC契約選手：5名まで（年度内の昇格は可能）
    - 同時出場は一般外国籍枠・アマチュア&C契約と合わせて3名（2014・15年度のJ3は2名）まで

  - アジア枠（2008年から適用）：1名のみ（J3は2014・15年度は適用せず）
  - Jリーグ提携国枠（下記参照　2014年より適用）
2015年度まで：2名まで
2016年度以後：外国籍扱いとはしない
    - 同時出場は2015年度までアジア枠（J3除く）・Jリーグ提携国枠と合わせて1名のみ。2016年はアジア枠1名のみで、提携国枠については上限なし。

  - 在日枠（日本で出生し、日本の義務教育中であるか修了したか日本の高校・大学を卒業した者）：1名のみ（外国籍扱いとはしない　J3は2014・15年度は適用せず）

※Jリーグ提携国は2018年現在、タイ王国、ベトナム、ミャンマー、カンボジア、シンガポール、インドネシア、マレーシア、カタールの8か国。なお、オーストラリアとスペインは選手登録の提携国枠には含まれない。
Jリーグ以外のチームがプロ契約の「外国籍選手」を登録する場合は3名まで。ただし「条件付きの外国籍選手」としてアマチュア契約または20歳未満のプロC契約選手は3名を超えて登録できる。いずれにしても外国籍選手の登録人数の総数は5名を超えてはならない。また、「日本で生まれ」かつ「日本で義務教育中であるか日本の義務教育を終了したか日本の高校・大学を卒業した」者については、「外国籍扱いしない選手」として1チームにつき1名登録できる。この枠は「在日枠」とも呼ばれることがある。
なおJリーグでは2019年からJ1リーグでホームグロウン制度を採用しており、2020年までは1チーム2名以上、2021年（予定、以下同文）は3名以上、2022年以後はJ1で4名以上、J2・J3は1名以上を必ず自クラブに満12-21歳までに3年以上在籍したことがある（必ずしもシーズンが連続していなくてもよい）ホームグロウン選手の登録を義務付け、満たしていない場合は翌年度のA契約（年俸上限なし、原則1チーム25名まで）の定員を不足分削減する罰則をつけるとしている。
女子・なでしこリーグでは、1999年・第11回に一時帰化以外の外国人の登録を廃止していたが、2000年・第12回に再開。現在は登録5名まで・同時出場3名までという規程で外国人登録が認められている。

### イングランド・スコットランド
EU加盟国および、もとイギリス主導で結成された自由貿易連合であるEFTA加盟国（アイスランド、リヒテンシュタイン、ノルウェー、スイス）の国籍を持つ選手は登録に制限がない。また、イギリス（イングランド・ウェールズ・スコットランド・北アイルランド）、およびアイルランド国籍の選手は国内選手扱いとなる。
その他の地域については何名でも登録が可能であるが、労働ビザの許可条件が「直近2年間の国際Aマッチに75%以上出場」と厳しくなっており、更にはその国の代表のFIFAランキングの順位が70位以内に入らなければその国の選手は登録ができない。
プレミアリーグでは2010-11シーズンから「ホーム・グロウン・ルール」が導入された。これは、トップチームの登録人数を25名以内とし、21歳の誕生日を迎えるシーズン終了までに、3シーズンもしくは36か月以上イングランドおよびウェールズのチームでプレーした選手（選手の国籍は問わない）を8名以上登録しなければならないというルールである。

### スペイン
EU加盟国の国籍を持つ選手の獲得・保有は無制限。
「EU圏外選手枠(non-EU players)」はトップチーム25名の中に5名登録可能であるが、そのうち3名までがベンチ入り・出場を許される。これはヨーロッパの主要リーグの中では最も少ない数となっている。ただし、EFTA加盟国・トルコおよびACP諸国（コトヌー協定加盟国）出身の選手の獲得・保有はEU圏外選手枠にカウントされない（EU圏外であっても相互協定がある地域であればその地域出身の選手をEU圏内選手として扱うというコルパック判決に基づく）。また、EU圏外選手でもスペインのクラブに5年以上在籍することで市民権を取得し、EU圏外選手枠から外れることも多い。

### イタリア
EU加盟国および加盟申請中の国、EFTA加盟国の国籍を持つ選手に制限はない。
EU圏外選手の登録については、以下のルールが適用される。
- 2002年7月18日以前にイタリアのクラブと契約した選手は外国人とは見なされない。
- 毎年8月31日までに新たにイタリアのクラブと契約を結ぶEU圏外選手の登録については、以下のルールが適用される。

1. EU圏外選手を保有していない：3名の「EU圏外選手獲得枠」が認められる。
2. EU圏外選手を既に1名保有：2名の「EU圏外選手獲得枠」が認められる。
3. EU圏外選手を既に2名保有：1名の「EU圏外選手獲得枠」に加え、a)保有するEU圏外選手を1名国外へ移籍させる、b)同選手と契約を解除する、c)同選手がEUパスポートを取得する、のいずれかによりもう1枠認められる。
4. EU圏外選手を既に3名以上保有：3.と同様の条件付きで2枠認められるが、保有するEU圏外選手2名をb)のパターンで放出する場合は1枠しか認められない。

- セリエB、レガ・プロのクラブはEU圏外選手を海外から連れてくることはできない。
- イタリア国内のクラブ間でのEU圏外選手の移籍に際しては、外国人とは見なされない。
- EU圏外選手でもイタリア人と結婚したり、10年以上イタリアに滞在することで、イタリア国籍が取得できる。

2010年7月には2.-4.の場合に認められる「EU圏外選手獲得枠」を2から1に減らす決定が下されたが、翌2011年7月には2に戻すこととなった。

### ドイツ
2006-2007シーズンから外国人枠を撤廃し、それにともないドイツ人枠を設けた。現在の規定では、各クラブは「ドイツ国籍を持つ12名の選手」、「国籍問わず各クラブで育成された4名の選手」と契約する必要がある。

### フランス
外国人枠は3名。ただし、EU加盟国およびコトヌー協定加盟のアフリカ国籍を持つ選手であれば制限はない。

### ポルトガル
EU加盟国の国籍を持つ選手の制限はない。また、ポルトガル国内においてブラジル人労働者はポルトガル人と同じ権利を有するためブラジル人選手にも制限はない。それ以外の国籍の選手の登録は6名、一試合に登録できる人数は4名まで。

### オランダ
かつては外国人枠があったが現在は撤廃され、ドイツ同様に自国人枠を設けている。

### オーストリア
外国人枠は無く、代わりにオーストリア人選手を12名以上登録すると起用実績に応じてテレビ放映権の分配金が増えるというシステムを採用している。分配金は試合出場時間に応じて各クラブに支払われるが、22歳以下の選手の試合出場時間は2倍として計算される。

### 中国
AFCのルールに1名を加えた外国人枠4名+アジア人枠1名となっていたが、2017年1月に規定を変更し、外国人枠3名のみとなった。また、ゴールキーパーについては外国人選手の獲得は禁止されている。

### タイ
１部リーグの外国人枠は３+１（AFC）+無制限（ASEAN）、2部リーグの外国人枠は、３+１（AFC）+１（ASEAN)となっている。